# Arc-sur-Tille
Arc-sur-Tille é uma comuna francesa na região administrativa da Borgonha-Franco-Condado, no departamento de Côte-d'Or. Estende-se por uma área de 22,67 km². Em 2010 a comuna tinha 2 699 habitantes (densidade: 119,1 hab./km²).